# Juste une question d'amour
Juste une question d'amour è un film TV franco-belga del 2000 diretto da Christian Faure.

## Trama
Laurent, giovane studente ripetente di un liceo agrario, deve cominciare, per punizione, uno stage presso un laboratorio gestito da un giovane ricercatore, Cédric, di circa dieci anni più vecchio di lui. I due presto si innamorano ma col passare del tempo le pressioni su Laurent da parte di Cédric affinché Laurent lo presenti ai suoi genitori si fanno sempre più incessanti.
Ciononostante il giovane Laurent insiste nel portare avanti la sua doppia vita: quella felice con Cédric e quella fittizia con l'amica complice Carole di cui si finge fidanzato per compiacere i genitori. Queste tensioni porteranno i due a separarsi finché i genitori di Laurent vengono a conoscenza della verità dalla madre di Cédric, che sa dell'omosessualità del figlio da 10 anni e l'ha accettato e pensava di poter parlare con loro della sua esperienza e aiutarli a capire. A quel punto, dopo un primo totale rifiuto, il padre chiede a Laurent di dargli tempo proprio mentre i due amanti si riconciliano.